# Галямин, Фёдор Иванович
Фёдор Иванович Галямин (1843, Курган, Тобольская губерния — 1889, Курган, Тобольская губерния) — российский государственный деятель, городской голова города Кургана (1883—1888), курганский 2 гильдии купец.

## Биография
Фёдор Галямин родился в 1843 году в купеческой семье в городе Кургане Курганского округа Тобольской губернии Западно-Сибирского генерал-губернаторства, ныне город — административный центр Курганской области.
30 октября (11 ноября)  1883 года утвержден губернатором на четырехлетие 1884—1888 в должности курганского городского головы. Ему платили жалованье 1000 рублей в год.
Первая церковно-приходская школа в Кургане была открыта в 1886 году благодаря усилиям настоятеля Богородице-Рождественского собора Никанора Гавриловича Грифцова и городского головы Ф. Галямина. Они организовали сбор средств для аренды помещения под школу на первый год обучения, а в 1887 году организовали строительство школьного здания и при нем квартиры для учителя. Школа была рассчитана на 84 человека, и 23 августа (4 сентября)  1887 года занятия начались уже в новом помещении. Школа содержалась на церковные деньги и на добровольные пожертвования. За труды по открытию церковно-приходской школы Галямин получил благословение епископа Авраамия.
26 октября (7 ноября)  1887 года утвержден губернатором на следующий срок в должности курганского городского головы.
13 (25) октября 1888 года досрочно оставил должность курганского городского головы. 26 октября (7 ноября)  1888 года Осип Никанорович Евграфов  был утвержден губернатором в должности городского головы.
Фёдор Галямин умер в 1889 году в городе Кургане Курганского округа Тобольской губернии, ныне город — административный центр Курганской области.

## Семья
- Прапрадед, Григорий Яковлев Галяминский (1717—1784), государственный крестьянин между 1762 и 1782 годом переселился из деревни Красильниковой в деревню Патронную.
- Прапрабаушка, Наталья Фёдорова Галяминская (1703—1789)
  - Прадед, Ефим Григорьев Галяминский (1759—17 февраля (1 марта)  1835 года), государственный крестьянин, жил в деревне Патронной Смолинской волости.
  - Прабабушка, Устинья Михайлова Галяминская (1755 — после 1795)
    - Дед, Николай Ефимович Галямин(ский) (1792—8 (20) августа 1859 года). Их фамилия долго значилась как Галяминские, но в 1850-е годы уже одновременно их называют и Галяминские и Галямины, с 1860-х годов — только Галямины и лишь в редких случаях в первоначальном звучании. В 1840 году купил усадьбу в центре города Кургана. Торговал рыбой, был курганским 3-й гильдии купцом.
    - Бабушка Федосья Иванова Галяминская (1795 — после 1867)
      - Отец, Иван Николаевич Галямин(ский)  (1819—1881), курганский 2-й гильдии купец, в 1875 году купил у купца Ефима Алексеевича Незговорова в городской черте небольшой салотопенный завод.
      - Мать, Ксения Антоновна (1818—1881)
        - Брат Николай (1848 — после 1902), в 1895 году перечислен из купеческого в мещанское сословие
        - Брат Иосиф (1850 — после 1902), в 1895 году перечислен из купеческого в мещанское сословие
        - Сестра Любовь (11 (23) сентября 1853 года — ?), 17 (29) апреля 1874 года вышла замуж за курганского мещанина Николая Михайлова Галактионова.
- Жена Евфросинья Яковлева Галямина
  - Сын Дмитрий, в 1895 году перечислен из купеческого в мещанское сословие